# Las variedades de la experiencia religiosa
Las variedades de la experiencia religiosa. Un estudio sobre la naturaleza humana (en original en inglés The Varieties of Religious Experience: A Study in Human Nature) es una obra escrita por el psicólogo y filósofo de la Universidad de Harvard William James.

## Contenido
Comprende su edición de las conferencias Gifford sobre teología natural que fueron pronunciadas en la Universidad de Edimburgo en Escocia en 1901 y 1902. Las conferencias se refieren a la naturaleza de la religión y al descuido de la ciencia en el estudio académico de la misma.
Poco después de su publicación, Las variedades entró en el canon occidental de la psicología y la filosofía y se ha mantenido en impresión durante más de un siglo.
James desarrolló más tarde su filosofía del pragmatismo. Hay muchas ideas superpuestas en Las variedades y su obra de 1907 El pragmatismo.